# Asahi Kasei
Pour les articles homonymes, voir Asahi.
Asahi Kasei Corporation (旭化成) est une entreprise japonaise qui fabrique des produits chimiques et du matériel scientifique. Elle a été fondée en 1931, son siège est à Tōkyō, avec des bureaux en Chine, aux États-Unis et en Allemagne. Avec environ 25 000 salariés et un chiffre d'affaires de 10 milliards de dollars, l'entreprise est cotée à la bourse de Tōkyō et fait partie de l'indice Nikkei 225.

## Histoire
Un an après Sony Energitech[Quand ?], c'est la seconde entreprise à commercialiser une batterie lithium-ion avec Toshiba.
En février 2015, Asahi Kasei et 3M acquièrent Polypore International, pour respectivement 2,2 milliards de dollars et 1 milliard de dollars. Asahi Kasei récupère des activités dans les batteries pour les véhicules électriques, alors que 3M acquiert des activités dans les membranes de filtrages,.
En juillet 2018, Asahi Kasei annonce l'acquisition de Sage Automotive pour 1,06 milliard de dollars. En novembre 2019, Asahi Kasei annonce lancer une offre d'acquisition sur Veloxis, une entreprise pharmaceutique danoise spécialisée dans les immunosuppresseurs, pour 1,3 milliard de dollars.
En mai 2024, Asahi Kase annonce l'acquisition pour 1,1 milliard de dollars de Calliditas Therapeutics, une entreprise suédoise médicale.

## Controverse
En 2015, la filiale du groupe, Asahi Kasei Construction Materials, reconnait avoir maquillé les données d'un ensemble de quatre immeubles de Yokohama (banlieue de Tokyo) dont l'un au moins tend à pencher. À la suite de cette découverte, 3 040 constructions auxquelles Asahi Kasei Construction Materials a pris part au cours des dix années précédentes devront être examinées.